# Den brutna pilen
Den brutna pilen (engelska: Broken Arrow) är en amerikansk långfilm från 1950 i regi av Delmer Daves, med James Stewart, Jeff Chandler, Debra Paget och Basil Ruysdael i rollerna.

## Handling
Året är  1870. Tom Jeffords försöker skapa fred med Apacherna, genom att starta en dialog med Apacherhövdingen Cochise.

## Rollista
| James Stewart    | – Tom Jeffords       |
| Jeff Chandler    | – Cochise            |
| Debra Paget      | – Sonseeahray        |
| Basil Ruysdael   | – Gen. Oliver Howard |
| Will Geer        | – Ben Slade          |
| Joyce Mackenzie  | – Terry              |
| Arthur Hunnicutt | – Milt Duffield      |